# Coptacra angulata
Coptacra angulata är en insektsart som först beskrevs av Rehn, J.A.G. 1905.  Coptacra angulata ingår i släktet Coptacra och familjen gräshoppor. Inga underarter finns listade i Catalogue of Life.